# Gary Russell (attore)
Gary Russell (Maidenhead, 18 settembre 1963) è un attore, regista e sceneggiatore britannico.
Da bambino ha interpretato il ruolo di Dick Kirrin nella serie televisiva britannica La banda dei cinque.

## Filmografia

### Regista
- The Infinite Quest - serie TV animata, 13 episodi (2007)
- Doctor Who: Dreamland - miniserie TV animata, 6 episodi (2009)

### Sceneggiatore
- Big Finish Talks Back: Paul McGann - documentario (2002)

### Attore

#### Cinema
- A Shocking Accident, regia di James Scott - cortometraggio (1982)
- Octopussy - Operazione piovra (Octopussy), regia di John Glen (1983) - non accreditato
- The Corridor Sketch, regia di Kevin Davies - cortometraggio (1991)
- The Airzone Solution, regia di Bill Baggs (1993)
- The Few Doctors, regia di Kevin Davies - cortometraggio (1997)

#### Televisione
- Con la Fenice sul tappeto magico (The Phoenix and the Carpet) - serie TV, 8 episodi (1976-1977)
- La banda dei cinque (The Famous Five) - serie TV, 26 episodi (1978-1979)
- Look and Read - serie TV, 7 episodi (1981)
- Dark Towers - serie TV, 10 episodi (1981)
- Schoolgirl Chums, regia di Ian Keill - film TV (1982)